# Benjamin Akzin
Benjamin Akzin (hebräisch בנימין אקצין; * 6. Mai 1904 in Riga, Gouvernement Livland; † 1985 in Jerusalem) war ein Aktivist des revisionischen Zionismus (NZO) und Mitarbeiter im War Refugee Board der Vereinigten Staaten und setzte sich dort vergeblich für die Bombardierung des Vernichtungslagers Auschwitz ein. Er war Professor für Recht und Politik an der Universität Jerusalem und Mitgründer sowie erster Rektor der Universität Haifa. 

## Leben
Er studierte ab 1922 an der Universität Wien und promovierte 1926 dort in Politikwissenschaft, 1929 promovierte er in Paris und in den frühen 1930ern in Harvard jeweils in Rechtswissenschaft. Als Anhänger von Ze'ev Jabotinsky arbeitete er ab 1925 politisch in Brit HaTzionim Österreich als Vorstandsmitglied und leitete später die politische Abteilung der NZO. Nach seinem vorübergehenden Studienaufenthalt in Amerika emigrierte er 1938 nach der Zerschlagung der Tschechoslowakei nach Amerika und erwarb 1940 die amerikanische Staatsbürgerschaft. Nach dem plötzlichen Tod von Jabotinsky im gleichen Jahr konzentrierte er sich auf akademische und verwaltungstechnische Aufgaben und beteiligte sich nicht an den politischen Aktionen der Irgun in Amerika unter Hillel Kook (alias Peter Bergson). Von 1941 bis 1944 arbeitete er als juristischer Berater und Spezialist für internationale Fragen an der Kongressbibliothek in Washington. Durch die Beratung von Senatoren und Abgeordneten konnte sich in dieser Zeit gut vernetzen. Von 1944 bis 1945 war er Rechtsberater im neu gegründeten War Refugee Board, das sich um die Rettung Verfolgter (hauptsächlich Juden) in Europa bemühte. Während der Wahlkampfvorbereitung für die Kongresswahl 1946 und die Präsidentschaftswahl 1948 trug es als Leiter des Washingtonbüros des Zionist Emergency Council mit dazu bei, dass der jüdische Stimmanteil als Druckmittel wahrgenommen wurde und damit die amerikanische Position hin zur Gründung eines jüdischen Staates beeinflusste.
1949 wurde er zum Professor für Rechtswissenschaft und Politikwissenschaft an der Hebräischen Universität Jerusalem berufen. Er war Mitgründer der Universität Haifa und deren erster Rektor.

## Familie
1943 heiratete er die aus Berlin geflüchtete Jüdin Eliza Leventhal. Sein Sohn Michael kam 1942 und die Tochter Shoshana 1947 zur Welt.

## Publikationen
- Problèmes fondamentaux du droit international publique. 1929
- The Palestine Mandate in Practice. 1939
- New States and International Organizations. 1955
- The Role of Parties in Israeli Democracy. 1961
- Torat ha-Mishtarim. 1963
- State and Nation. 1964
- The political status of Diaspora Jews. 1966
- Sugyot ha-Mishpat u-ve-Medina'ut. 1966
- Riga to Jerusalem. 1989[6]

## Auszeichnungen
- Israel-Preis für Rechtswissenschaft (1967)[7]